# مارمندی عظیم
مارمندی عظیم (به انگلیسی: Marmandi Azim) یک شهرک در پاکستان است که در ناحیه لکی واقع شده‌است.